# Oriented strand board

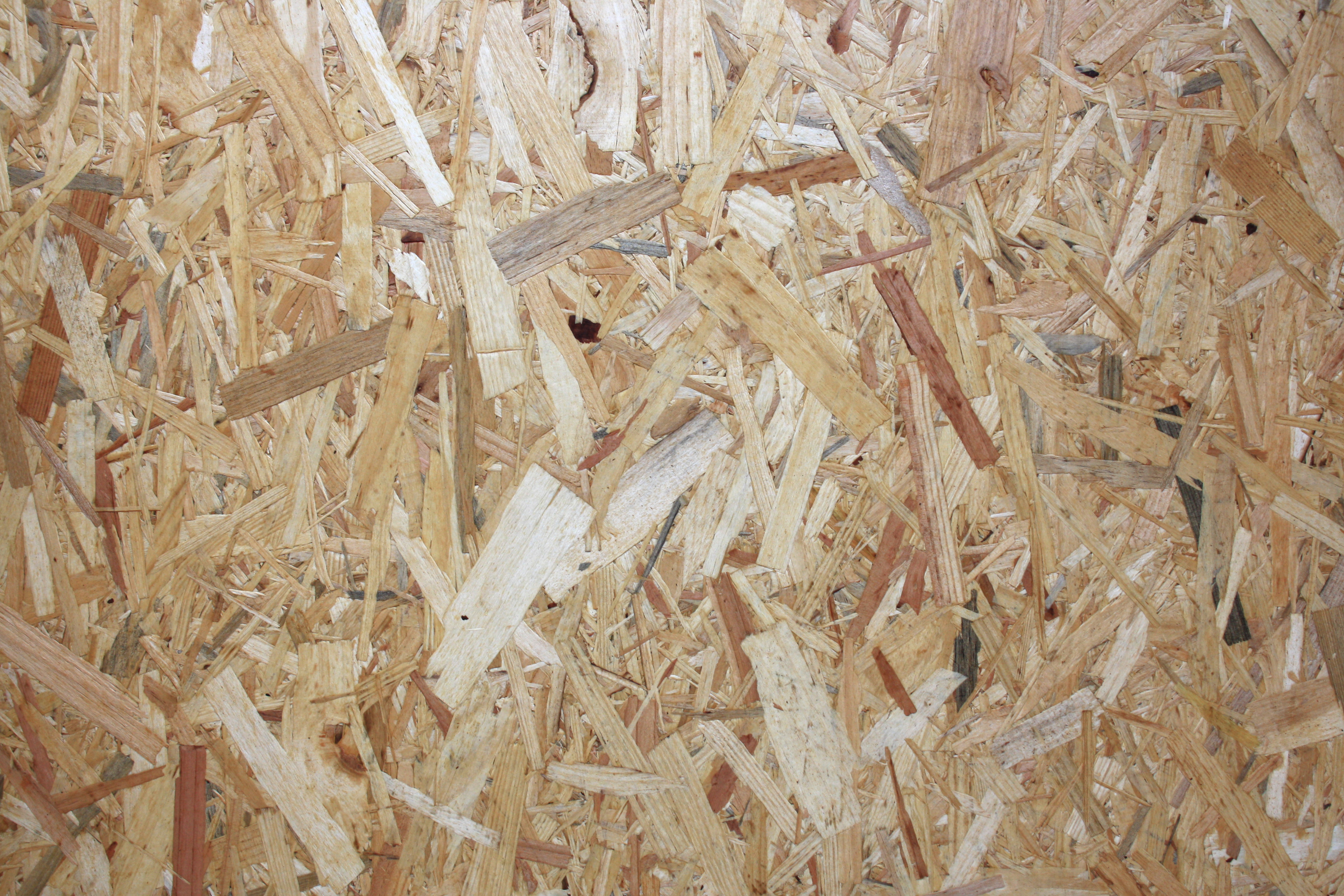
OSB è facilmente riconoscibile dalle caratteristiche scaglie di legno.

Oriented strand board (in italiano: "Pannello di scaglie orientate") abbreviato OSB, è un tipo di pannello realizzato a partire da legno vergine, ottenuto mediante incollaggio e compressione di scaglie/lamelle di legno di forma irregolare. Fu inventato da Armin Elmendorf in California nel 1963. L'OSB può avere una superficie ruvida e variegata con le singole strisce di circa 2,5 cm × 15 cm, disposte in modo irregolare l'una dall'altra e diverse per forma e spessore.